# Katipunan

La bandiera del Katipunan nel 1897.

Con il termine Katipunan ci si riferisce ad una società filippina anti-coloniale fondata nel 1892, con l'obiettivo di liberare le Filippine dal dominio della Spagna. La società venne creata da Andrés Bonifacio, Teodoro Plata, Ladislao Lava e altri rivoluzionari la notte del 7 luglio, quando gli spagnoli arrestarono ed esiliarono il poeta José Rizal a Dapitan nel nord-ovest dell'allora poco esplorata isola di Mindanao. Inizialmente il Katipunan era rimasto segreto alle autorità spagnole, ma la sua scoperta nel 1896 diede inizio alla rivoluzione filippina.
La parola katipunan (che letteralmente significa "associazione" in italiano) deriva da "tipon", che significa "società" o "raccogliere". Il suo nome ufficiale era Kataas-taasang, Kagalang-galangang Katipunan ng̃ mg̃á Anak ng̃ Bayan (in italiano "Suprema e Venerabile Associazione dei Figli della Nazione", in inglese "Supreme and Venerable Society of the Children of the Nation", in spagnolo "Suprema y venerable asociación de los hijos del pueblo"). Il Katipunan era noto anche come K.K.K.
Trattandosi di un'organizzazione segreta, i suoi membri erano sottoposti a massima segretezza ed erano tenuti a rispettare le regole stabilite dalla società. Gli aspiranti membri erano sottoposti a riti di iniziazione standard prima di entrare a farne parte. In un primo momento, il Katipunan era riservato solamente a filippini di sesso maschile, ma poco più tardi, anche le donne vennero accettate nell'organizzazione. Il gruppo fece anche un'opera, Kalayaan (Libertà), una pubblicazione che venne stampata per la prima e l'ultima volta nel marzo 1896. Le opere e gli ideali rivoluzionari fiorirono all'interno della società e la letteratura filippina venne di conseguenza sviluppata da alcuni dei membri di spicco dell'associazione.
Durante la pianificazione della rivoluzione filippina, Bonifacio contattò Rizal per ottenere il suo pieno supporto al gruppo. In cambio gli promise di liberarlo e di salvarlo. Nel maggio 1896 il gruppo inviò una richiesta all'Imperatore del Giappone per sollecitare l'invio di fondi e armi. Il gruppo venne scoperto dalle autorità spagnole dopo che un membro del Katipunan, Teodoro Patiño, rivelò ad un prete spagnolo, Mariano Gil, dell'esistenza di una nuova organizzazione anti-coloniale. Patiño era coinvolto in una disputa personale con un altro membro del gruppo, Apolonio de la Cruz, e alla ricerca di vendetta confessò tutto al prete. Dopo la scoperta del tradimento, Bonifacio e gli altri leader del Katipunan decisero di riunirsi a Caloocan per dare inizio alla rivolta nazionale, ossia la rivoluzione filippina.

## Le origini

### Il Movimento Propaganda

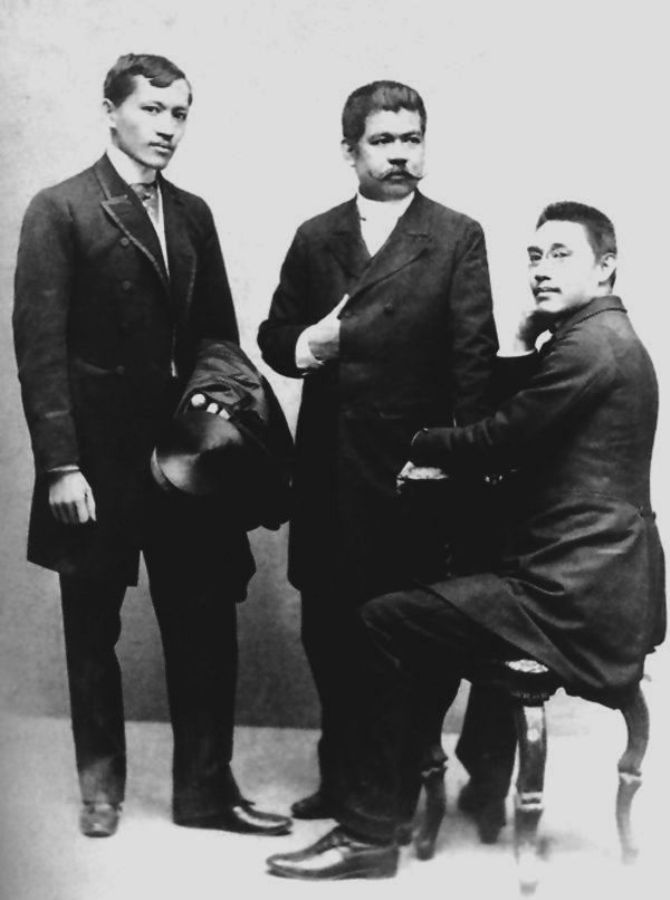
Immagine raffigurante i fondatori del Movimento Propaganda: Rizal, del Pilar e Ponce.

Il Katipunan e il Cuerpo de Compromisarios erano, effettivamente, successori della Liga Filipina fondata da José Rizal, come parte del Movimento Propaganda (Propaganda Movement) nelle Filippine nell'ultima parte del XIX secolo. I fondatori del Katipunan Andrés Bonifacio, Ladislao Diwa, Teodoro Plata, Darilyo Valino, Rulfo Guia, Dano Belica, Tiburcio Liamson, e Gabrino Manzanero sono stati tutti membri della Liga e influenzati dagli idealismi politici del Movimento Propaganda.
Marcelo H. del Pilar, un altro leader del Movimento Propaganda in Spagna, influenzò anch'egli gli ideali politici del Katipunan. Gli storici moderni credono che del Pilar ebbe un ruolo diretto nella formazione del gruppo, a causa del suo ruolo del Movimento Propaganda e della sua posizione nella massoneria filippina. La maggior parte dei fondatori del KKK erano infatti massoni. Il Katipunan aveva cerimonie di iniziazione uguali a quelle dei riti massonici, aveva un ordine del rango, simile a quello della massoneria. Il biografo spagnolo di Rizal, Wenceslao Retaña, e il filippino Juan Raymundo Lumawag videro nella formazione del Katipunan la vittoria di del Pilar su Rizal: "La Liga muore, ed il Katipunan prende il suo posto. I piani di del Pilar vincono su quelli di Rizal. Del Pilar e Rizal hanno avuto la stessa fine, anche se ognuno dei due ha preso una strada diversa."

### Formazione del Katipunan
I membri del Katipunan (detti Katipuneros) che vennero catturati, facenti parte allo stesso tempo de La Liga, rivelarono alle autorità spagnole che i membri della Liga non avevano tutti una stessa opinione, ma avevano idealismi differenti. Il gruppo era oramai diviso in due parti: una continuò ad insistere sul metodo della non-violenza di Rizal, mentre l'altra era intenzionata ad utilizzare la forza e le armi, e anche ad uccidere, se necessario.

Una delle prime bandiere del Katipunan.

La notte del 7 luglio 1892, quando José Rizal venne esiliato a Dapitan, nell'isola di Mindanao, Andrés Bonifacio, un membro della Liga Filipina, fondò un nuovo gruppo anti-coloniale, che chiamò Katipunan, in una casa a Tondo, Manila. Venne aiutato e assistito da due fedeli amici: Teodoro Plata (fratello della moglie di Andres) e Ladislao Diwa, più gli attivisti Valentín Díaz e Deodato Arellano. Il Katipunan venne creato a Azcarraga St. (ora chiamata Claro M. Recto Avenue) nei pressi di Elcano St. a Tondo. Nonostante le loro riservatezze in merito al metodo pacifico di Rizal, i Katipuneros lo nominarono presidente onorario dell'associazione, senza il suo consenso. Il Katipunan stabilì un'organizzazione segreta e adottò il nome Kataas-taasang, Kagalang-galangang Katipunan ng̃ mg̃á Anak ng̃ Bayan (Supreme and Venerable Society of the Children of the Nation) Per abbreviazione, il Katipunan venne anche chiamato KKK.
Gli obbiettivi dell'organizzazione erano 3:
- riunire i filippini in un'unica e solida Nazione;
- ottenere l'indipendenza con conflitti armati (o rivoluzioni);[9]
- stabilire una repubblica comunista dopo aver ottenuto l'indipendenza.[10]

L'ascesa del Katipunan sancì però la fine del Movimento Propaganda, che sosteneva l'indipendenza attraverso una campagna pacifica. Rizal, del Pilar, Jaena e altri attivisti fallirono perciò la loro missione; allo stesso tempo Bonifacio diede inizio a una serie di rivolte per ottenere la tanto sperata libertà.